# Kloster Hronský Beňadik

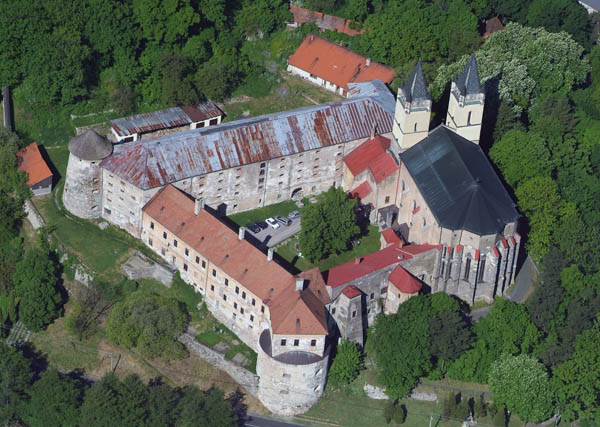
Luftbild des Klosters

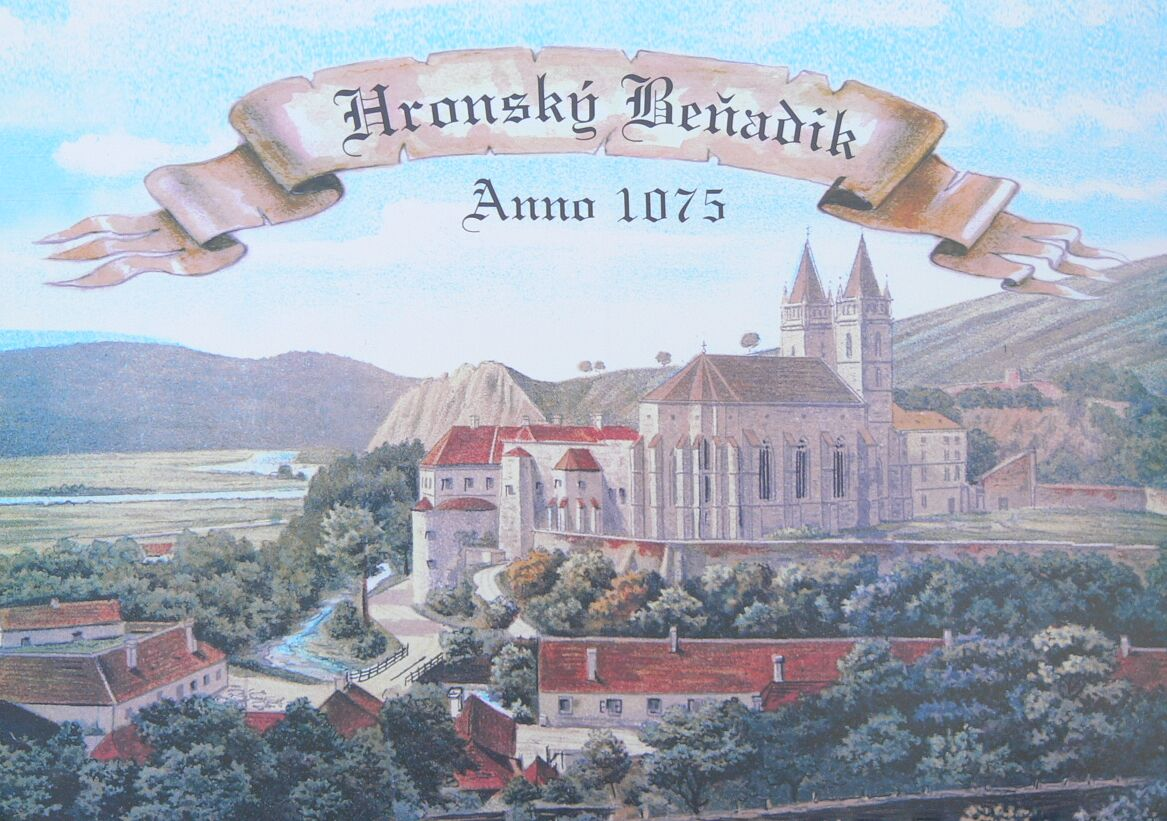
Abbildung des Klosters am Marktplatz in Hronský Beňadik

Das Kloster Hronský Beňadik war das zweitälteste Kloster auf dem Gebiet der heutigen Slowakei. Das Gebäudekomplex des Klosters befindet sich oberhalb des Ortes Hronský Beňadik (deutsch Sankt Benedikt, ungarisch Garamszentbenedek) am Fluss Hron (deutsch Gran) im Okres Žarnovica (Banskobystrický kraj).

## Geschichte
Das Kloster wurde im Jahr 1075 unter dem Namen Monasterium Ecclesia Sancti Benedicti vom ungarischen König Géza I. gegründet und erhielt bei der Gründung große Ländereien. die zum größten Teil in den Gespanschaften/Komitaten Barsch, Gran, Neutra, Csongrád, Bihar, Békés und Szolnok lagen. Zu den Privilegien gehörten auch Erlöse aus der Salzsteuer in Siebenbürgen, Mauteinnahmen aus geflößtem Holz an der Gran und Zehnt auf allen eigenen Gütern. Die Rechte wurden 1209 durch den Papst Innozenz III. bestätigt, zugleich stellte er das Kloster unter päpstlichen Schutz. Im Mittelalter war das Kloster ein Zentrum des kulturellen Lebens und der Bildung, stellte Urkunden aus und beglaubigte sie.
Der ursprüngliche Kirchenbau war eine dreischiffige romanische Kirche, die 1346–1375 in eine monumentale dreischiffige gotische Hallenkirche umgebaut wurde.
Die riesigen Güter des Klosters waren Gegenstand langlebiger Streitigkeiten, insbesondere mit dem Erzbistum Gran. Im 15. Jahrhundert kamen neben den örtlichen Adligen auch die Hussiten, die 1435 das Kloster in Brand setzten. Danach brannte es noch zweimal nieder, bevor man 1462 mit dem Wiederaufbau begann. Die Kirche wurde dann 1483 geweiht.
Türkenkriege, Ausbreitung der Reformation und andauernde Streitigkeiten im 16. Jahrhundert führten zum Untergang des Klosters: es wurde Besitz des Erzbistums Gran und 1565 aufgelöst. Der Gebäudekomplex des Klosters wurde in eine Renaissance-Festung umgebaut und blieb so bis zum Ende der türkischen Überfälle. 1881 beschädigte ein Brand die Klosterkirche, danach wurde sie instand gesetzt, allerdings gingen wertvolle Kunstwerke verloren.
1927 kamen die Salesianer nach Hronský Beňadik. Nach der kommunistischen Machtübernahme in der Tschechoslowakei waren hier 1951 Ordensschwestern der Kongregation der Schwestern des Erlösers interniert. 1990–1999 wurde die Anlage wieder von den Salesianern verwaltet, danach folgten die Pallottiner. Seit 2015 ist das Kloster Besitz des Bistums Nitra.